# The Cross
The Cross var ett brittiskt rockband bildat 1987 av Queens trummis Roger Taylor. The Cross bestod förutom Roger Taylor på sång och gitarr, av Spike Edney (synt), Clayton Moss (gitarr), Peter Noone (basgitarr) och Josh Macrae (trummor).
Inledningsvis fungerade The Cross mest som Roger Taylors kompband, och han skrev allt material till första albumet (bland annat "Heaven For Everyone", som senare spelades in av Queen och blev en världshit). Redan till andra albumet Mad, Bad, and Dangerous to Know bidrog dock hela bandet med låtmaterial. Bandet upplöstes 1993, och Roger Taylor fortsatte sin solokarriär.

## Diskografi
Album
- 1988 – Shove It
- 1990 –
- 1991 – Blue Rock

Singlar
- 1987 – "Cowboys And Indians"
- 1988 – "Manipulator"
- 1988 – "Shove It!"
- 1988 – "Heaven For Everyone"
- 1990 – "MAD : BAD : And Dangerous To Know"
- 1990 – "Liar"
- 1990 – "Final Destination"
- 1990 – "Power To Love"
- 1991 – "New Dark Ages"
- 1991 – "Life Changes"